# Agency (Iowa)
Agency ist eine Stadt (mit dem Status „City“) im Wapello County im US-amerikanischen Bundesstaat Iowa. Im Jahr 2010 hatte Agency 638 Einwohner, deren Zahl sich bis 2013 auf 639 leicht erhöhte. Das U.S. Census Bureau hat bei der Volkszählung 2020 eine Einwohnerzahl von 620 ermittelt.

## Geografie
Agency liegt im mittleren Südosten Iowas, rund 4 km nördlich des Des Moines River, einem rechten Nebenfluss des Mississippi. Dieser bildet rund 110 km östlich die Grenze Iowas zu Illinois; die Grenze zu Missouri verläuft rund 50 km südlich.
Die geografischen Koordinaten von Agency sind 40°59′42″ nördlicher Breite und 92°18′25″ westlicher Länge. Die Stadt erstreckt sich über eine Fläche von 1,68 km² und ist die größte Ortschaft innerhalb der Agency Township.
Nachbarorte von Agency sind Hedrick (21,5 km nördlich), Batavia (14,5 km östlich), Eldon (13,2 km südöstlich) und Ottumwa (10,9 km westlich).
Die nächstgelegenen größeren Städte sind Waterloo (182 km nördlich), Cedar Rapids (154 km nordnordöstlich), Iowa City (133 km nordöstlich), die Quad Cities in Iowa und Illinois (206 km ostnordöstlich), Peoria in Illinois (274 km ostsüdöstlich), Illinois’ Hauptstadt Springfield (330 km südöstlich), St. Louis in Missouri (396 km südsüdöstlich), Kansas City in Missouri (364 km südwestlich), Nebraskas größte Stadt Omaha (342 km westlich) und Iowas Hauptstadt Des Moines (150 km nordwestlich).

## Verkehr
Der zum Freeway ausgebaute U.S. Highway 34 verläuft in West-Ost-Richtung am nördlichen Stadtrand von Agency entlang. Alle weiteren Straßen sind untergeordnete Landstraßen, teils unbefestigte Fahrwege sowie innerörtliche Verbindungsstraßen.
In West-Ost-Richtung verläuft eine  Eisenbahnlinie der BNSF Railway durch das südliche Stadtgebiet von Agency.
Mit dem Ottumwa Regional Airport befindet sich 23,5 km nordwestlich ein Flugplatz für Allgemeine Luftfahrt. Die nächsten Verkehrsflughäfen sind der Des Moines International Airport (152 km nordwestlich), der Eastern Iowa Airport in Cedar Rapids (147 km nordnordöstlich), der Quad City International Airport bei Moline in Illinois (215 km ostnordöstlich) und der Southeast Iowa Regional Airport von Burlington (122 km ostsüdöstlich).

## Geschichte
Im Jahr 1838 wurde hier eine Indianeragentur gegründet, um die Umsiedlung der hier ansässigen Indianer nach Kansas zu organisieren, der bis zur Schließung der Agentur im Jahr 1845 dauerte. Im Umfeld der Agentur entstand 1843 die Siedlung, die auch nach Schließung der Agentur weiter bestehen blieb und auch den Namen behielt. Der Ort wurde im Jahr 1859 als selbstständige Kommune inkorporiert.

## Bevölkerung
Nach der Volkszählung im Jahr 2010 lebten in Agency 638 Menschen in 277 Haushalten. Die Bevölkerungsdichte betrug 379,8 Einwohner pro Quadratkilometer. In den 277 Haushalten lebten statistisch je 2,3 Personen.
Ethnisch betrachtet setzte sich die Bevölkerung zusammen aus 97,6 Prozent Weißen, 1,3 Prozent amerikanischen Ureinwohnern sowie 0,2 Prozent (eine Person) aus anderen ethnischen Gruppen; 0,9 Prozent stammten von zwei oder mehr Ethnien ab. Unabhängig von der ethnischen Zugehörigkeit waren 2,4 Prozent der Bevölkerung spanischer oder lateinamerikanischer Abstammung.
20,4 Prozent der Bevölkerung waren unter 18 Jahre alt, 57,3 Prozent waren zwischen 18 und 64 und 22,3 Prozent waren 65 Jahre oder älter. 51,1 Prozent der Bevölkerung waren weiblich.
Das mittlere jährliche Einkommen eines Haushalts lag bei 39.821 USD. Das Pro-Kopf-Einkommen betrug 20.776 USD. 7,6 Prozent der Einwohner lebten unterhalb der Armutsgrenze.